# Kemalpaşa, Hopa
Kemalpaşa là một thị trấn thuộc huyện Hopa, tỉnh Artvin, Thổ Nhĩ Kỳ. Dân số thời điểm năm 2010 là 4.794 người.